# Eerste divisie (mannenbasketbal)
De eerste divisie is het derde niveau van basketbal voor mannen in Nederland. De competitie is opgedeeld op basis van locatie van de clubs: de eerste divisie A en de eerste divisie B. In iedere competitie spelen 14 clubs. De vier beste teams spelen in een Final Four om het recht op promotie naar de Promotiedivisie.

## Kampioenen
| Seizoen   | Eerste divisie A                    | Eerste divisie A                    | Eerste divisie B                    | Eerste divisie B                    |
| Seizoen   | Kampioen                            | Runner-up                           | Kampioen                            | Runner-up                           |
| --------- | ----------------------------------- | ----------------------------------- | ----------------------------------- | ----------------------------------- |
| 1959/60   | Azimma                              | DTV                                 |                                     |                                     |
| 1960/61   | The Typhoons                        | AMVJ                                | Racing Agon                         | Thor                                |
| 1961/62   | Flamingo's                          | Thor                                | Antilopen                           | Holland Daggers                     |
| 1962/63   | ASVU                                | Giants Amsterdam                    | US                                  | Thor                                |
| 1963/64   | Punch                               | Bona Stars                          | Wilskracht                          | UVV                                 |
| 1964/65   | EBBC                                | Bona Stars                          | SVE Utrecht                         | AMVJ                                |
| 1965/66   | Suvrikri                            | Argus                               |                                     |                                     |
| 1966/67   |                                     |                                     | Bona Stars                          | The Wolves Amsterdam                |
| 1967/68   |                                     |                                     | BV Rotterdam-Zuid                   | Argus                               |
| 1968/69   |                                     |                                     | DED                                 | Haarlem Cardinals                   |
| 1969/70   |                                     |                                     | FAC                                 | Donar                               |
| 1970/71   |                                     |                                     | The Lions                           | Haarlem Cardinals                   |
| 1971/72   |                                     |                                     | ASVU                                | EBBC                                |
| 1972/73   |                                     |                                     | Landlust                            | FAC                                 |
| 1973/74   | Kino BV                             | BC Markt Utrecht                    | Ola Stars                           | PSV                                 |
| 1974/75   | Tertramin Epibratos                 | Idem Jumpers                        | Arke Stars Enschede                 | BV Zaandam                          |
| 1975/76   | Windmills                           | The Arrows                          | BC Markt Utrecht                    | Vastgoed St.                        |
| 1976/77   | ASVU                                | Rowic                               | BOB Oud-Beijerland                  | Hertogballers 2                     |
| 1977/78   | Parker Leiden                       | ASVU                                | Rowic                               | Hertogballers 2                     |
| 1978/79   | BV Zaandam                          | The Tekkels/Jummpers                | BV Groningen                        | Celeritas '65                       |
| 1979/80   | The Tekkels/Jummpers                | SOV Bernisse                        | Hatrans Haaksbergen                 | BV Noordkop                         |
| 1980/81   | The Wolves Amsterdam                | BC Virtus                           | BV Noordkop                         | Orca's                              |
| 1981/82   | Rotterdam-Zuid                      | BSW                                 | Orca's                              | De Germaan                          |
| 1982/83   | Goba                                | BC Paulus                           | Stoepie Shooters                    | ITT Hoofddorp                       |
| 1983/84   | DAS Delft                           | Landslake Lions                     | Racing Beverwijk                    | Akrides                             |
| 1984/85   | BV Voorburg                         | ASVU                                | Red Giants                          | Akrides                             |
| 1985/86   | Elementum GE                        | Stoepie Shooters                    | Akrides                             | Landslake Lions                     |
| 1986/87   | Gunco Rotterdam                     | Luba Leiden                         | BVO Alphen                          | Ymir                                |
| 1987/88   | Early Bird                          | BV Leiderdorp                       | BV Groningen                        | BV Wyba                             |
| 1988/89   | BC Virtus                           | Lokomotief                          | Luba Leiden                         | ASVU                                |
| 1989/90   | BV Wyba                             | OSG                                 | Racing Beverwijk                    | Early Bird                          |
| 1990/91   | BSW 2                               | Molen/WSC                           | Tonego '65                          | Blue Herons                         |
| 1991/92   | Molen/WSC                           | Heroes Zwijndrecht                  | Akrides                             | BV Groningen                        |
| 1992/93   | De Dunckers                         | Piranhas                            | Early Bird                          | BV Groningen                        |
| 1993/94   | MSV                                 | ASVU                                | De Groene Uilen                     | Tonego '65                          |
| 1994/95   | DAS Delft                           | Prisma College                      | Mustang Jeans 2                     | Orca's                              |
| 1995/96   | BV Juventus                         | Springfield                         | Orca's                              | ASVU                                |
| 1996/97   | BC Shooters                         | Basketiers '71                      | EBBC 2                              | Springfield                         |
| 1997/98   | BV Jahn II                          | BV Aris                             | Idétrading Rotterdam                | Manders Premier                     |
| 1998/99   | BCA '60                             | AMVJ                                | HBV The Jumpers                     | PSV/Almonte Basketbal               |
| 1999/2000 | The Challengers                     | BC Markt Utrecht                    | Red Giants                          | WGW                                 |
| 2000/01   | WGW                                 | De Dunckers                         | EBBC 2                              | Cady '73                            |
| 2001/02   |                                     |                                     | BCA '60                             | De Hommmel                          |
| 2002/03   |                                     |                                     | Punch                               | BC Omniworld 2                      |
| 2003/04   |                                     |                                     | EBBC 2                              | Eastwood Tigers                     |
| 2004/05   |                                     |                                     | Goba                                | BS Leiden                           |
| 2005/06   |                                     |                                     | Zoebas                              | Orca's                              |
| 2006/07   |                                     |                                     | Pigeons                             | De Dunckers                         |
| 2007/08   |                                     |                                     | Goba                                | BV Hoofddorp                        |
| 2008/09   |                                     |                                     | BV Hoofddorp                        | CBV Binnenland                      |
| 2009/10   | BC Cangeroes Utrecht                | The Black Eagles                    | De Hoppers                          | Wildcats                            |
| 2010/11   | Rotterdam Basketbal 2               | BC Vlissingen                       | BV Penta                            | Orca's                              |
| 2011/12   | BC Virtus                           | EBBC 2                              | MSV Zeemacht                        | Orca's                              |
| 2012/13   | BC Vlissingen                       | BC Virtus                           | The Jugglers                        | CobraNova                           |
| 2013/14   | The Black Eagles                    | CobraNova                           | Akrides                             | BV Groningen                        |
| 2014/15   | Lokomotief                          | Attacus                             | Grasshoppers                        | Akrides                             |
| 2015/16   | Lokomotief‡                         | Attacus                             | BV Groningen                        | Trajanum                            |
| 2016/17   | BC Virtus                           | Rotterdam Basketbal 2               | Akrides                             | Racing Beverwijk                    |
| 2017/18   | MSV Zeemacht                        | Landstede Basketbal ZAC             | BC Virtus                           | Dreamfield Dolphins                 |
| 2018/19   | Uitsmijters‡                        | BV Amsterdam                        | BC Virtus                           | The Black Eagles                    |
| 2019/20   | niet afgemaakt door de coronacrisis | niet afgemaakt door de coronacrisis | niet afgemaakt door de coronacrisis | niet afgemaakt door de coronacrisis |
| 2020/21   | niet afgemaakt door de coronacrisis | niet afgemaakt door de coronacrisis | niet afgemaakt door de coronacrisis | niet afgemaakt door de coronacrisis |
| 2021/22   | BV Hoofddorp                        | BV Scylla ‡                         | The Black Eagles                    | TSBV Pendragon                      |
| 2022/23   | BV Amsterdam                        | BV Hoofddorp                        | River Trotters                      | BV Wyba                             |
| 2023/24   | Lokomotief 2                        | Basketbal Academie Limburg 2        | Arnhem Eagles                       | MBCA Amstelveen                     |

‡ Team promoveerde naar de Promotiedivisie na het winnen van de play-offs.

### Titels per club
| Legenda kleuren in de tabellen           |
| ---------------------------------------- |
| Spelend in de BNXT League.               |
| Spelend in de Promotiedivisie.           |
| Spelend in de Tweede divisie.            |
| Spelend in een lagere amateurklasse      |
| Door fusie of opheffing niet meer actief |

| Pos. | Club                 | Titels | Jaren                                            |
| ---- | -------------------- | ------ | ------------------------------------------------ |
| 1.   | BC Virtus            | 5      | 1989 (A), 2012 (A), 2017 (A), 2018 (B), 2019 (B) |
| 2.   | Akrides              | 4      | 1986 (B), 1992 (B), 2014 (B), 2017 (B)           |
| 3.   | MSV Zeemacht         | 2      | 1994 (A), 2012 (B), 2018 (A)                     |
| 4.   | Feyenoord Basketbal1 | 2      | 1987 (A), 1998 (B)                               |
| 4.   | The Black Eagles     | 2      | 2014 (A), 2022 (B)                               |
| 4.   | Lokomotief           | 2      | 2015 (A), 2016 (A)                               |
| 4.   | Goba                 | 2      | 2005 (B), 2008 (B)                               |
| 4.   | BV Groningen         | 2      | 1988 (B), 2016 (B)                               |
| 4.   | BV Hoofddorp         | 2      | 2009 (B), 2022 (A)                               |
| 4.   | BCA '60              | 2      | 1999 (A), 2002 (B)                               |
| 4.   | Early Bird           | 2      | 1988 (A), 1993 (B)                               |

1 Feyenoord Basketbal won de titel in 1987 als Gunco Rotterdam en in 1998 als Idétrading Rotterdam.

## Promotie play-offs
Elk seizoen worden er aansluitend play-offs gespeeld om de promotieplek naar de Promotiedivisie. De twee beste teams uit de A en B competitie doen mee en spelen in een knock-out format.
| Jaar | Gepromoveerd   | Score   | Runner-up           | Halvefinalisten                                                         | Locatie                             |
| ---- | -------------- | ------- | ------------------- | ----------------------------------------------------------------------- | ----------------------------------- |
| 2018 | MSV Zeemacht   | 64–53   | Dreamfield Dolphins | Landstede Basketbal ZAC (65–65, 51–58 DRE) BC Virtus (82–68, 78–63 MSV) | Topsporthal Center Court, Landsmeer |
| 2019 | Uitsmijters    | 77–64   | BC Virtus           | The Black Eagles (102–91, 82–81 UIT) BV Amsterdam (59–58, 65–59 VIR)    | Topsporthal Center Court, Landsmeer |
| 2022 | BV Scylla      | 63–52   | The Black Eagles    | TSBV Pendragon (90–61 SCY) BV Hoofddorp (76–63 EAG)                     | De Altis, Rijswijk                  |
| 2023 | River Trotters | 82–69   | BV Amsterdam        | BV Hoofddorp (59–86, 72–68 RIV) BV Wyba (47–63, 67–52 BVA)              | Landstede Sportcentrum, Zwolle      |
| 2024 | Arnhem Eagles  | 148–145 | Landstede Hammers 2 |                                                                         |                                     |